# Fragata

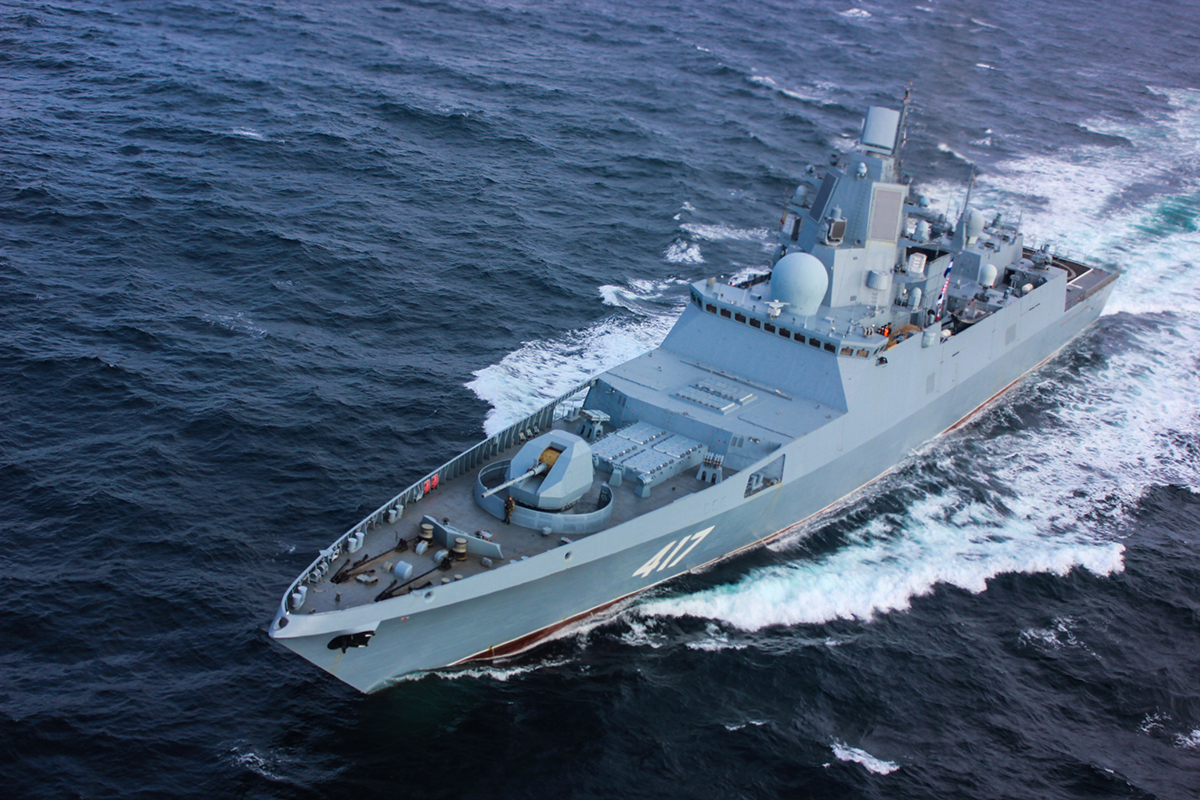
Fragata moderna Almirante Sergei Gorshkov de la Armada rusa. El término «fragata» volvió a aparecer en las marinas de guerra a partir de los años 50 del. Las diferencias entre una fragata y un destructor son cada vez más difusas.

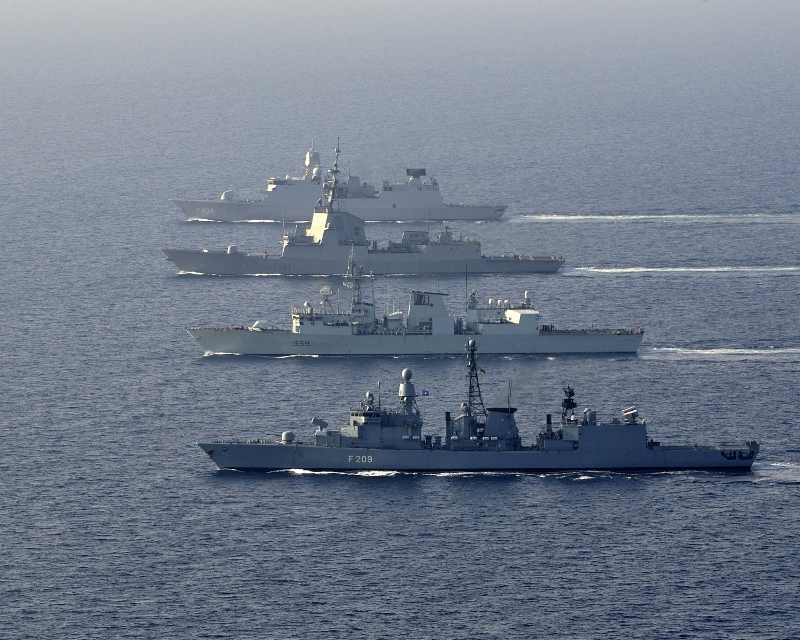
De arriba abajo; la fragata neerlandesa Hr.Ms. De Ruyter (F804), la española Álvaro de Bazán (F-101), la canadiense HMCS Charlottetown (FFH 339) y la alemana Rheinland-Pfalz (F209) navegando juntas en 2012.

La fragata (proveniente del idioma italiano: fregata) es un buque de guerra concebido para actuar en misiones especializadas de escolta, guerra naval, antiaérea o antisubmarina, aunque puede disponer de sistemas para actuar como buque de apoyo en otras misiones.
El vocablo «fragata» es muy anterior a la navegación a vapor y a las escuadras de naves acorazadas de la segunda mitad del siglo XIX. Desde el siglo XVII las fragatas eran buques de tres palos (con cofas y vergas), más ligeros que los navíos de línea que formaban el núcleo principal de las escuadras de vela. Disponían como máximo de dos cubiertas y por lo normal artillada solo una o, todo lo más, con una pequeña batería en la segunda y con un número total de piezas que raramente excedía de treinta, aunque en algún caso llegaba a cincuenta.
Su misión en la época de la vela era muy parecida a la del crucero protegido de finales del siglo XIX y del crucero ligero de comienzos del XX: proteger el tráfico mercante ultramarino, siendo muy importante su participación en la lucha contra corsarios por su velocidad; atacar el tráfico del enemigo en caso de guerra y, en las unidades más grandes y mejor preparadas, combatir en auxilio de los navíos de línea; desempeñaba una importante misión destacada en exploración por delante y por los flancos de la armada en una época en la que no existían radares ni radios para enterarse de dónde podía estar el peligro.
Desaparecidas en el último tercio del siglo XIX, durante la Segunda Guerra Mundial vuelve a denominarse de esta forma a un tipo de nave algo más pequeña que el destructor, de 1500-2000 toneladas, y que, mientras el destructor crecía y asumía más roles, la fragata se mantenía especializada en lucha antisubmarina, como los destructores de la Primera Guerra Mundial.
Tras la guerra se pasó a designar como fragata cualquier buque hasta el tamaño de un destructor, aunque normalmente son algo más reducidas, y especializado en una misión, aunque pueda llevar sistemas para misiones secundarias. En las flotas europeas, las fragatas se popularizaron durante la Guerra Fría en tareas antisubmarinas y antiaéreas para proteger la flota. Incluso los estadounidenses construyeron fragatas, por ser más baratas que los cruceros y destructores e ideales para tareas de escolta de portaaviones, como la famosa clase antisubmarina Oliver Hazard Perry, diseño vendido a varias armadas del mundo. En el caso español, por ejemplo, utilizado para los seis buques de la clase Santa María con capacidades de defensa antiaérea de corto y medio alcance y empleadas como escolta para el portaaviones Príncipe de Asturias.
La frontera entre fragata y destructor es bastante borrosa y muchas de las naves que en Europa se llaman «fragatas multifunción» se podrían denominar sin exageración destructores, al igual que algunos buques catalogados como destructores, podrían ser catalogados como fragatas, siendo incluso de menor desplazamiento y capacidades que buques con esta catalogación; por tanto la nomenclatura depende en buena medida de la que decida adoptar el constructor y la armada propietaria del buque.

## Era de la vela

### Orígenes

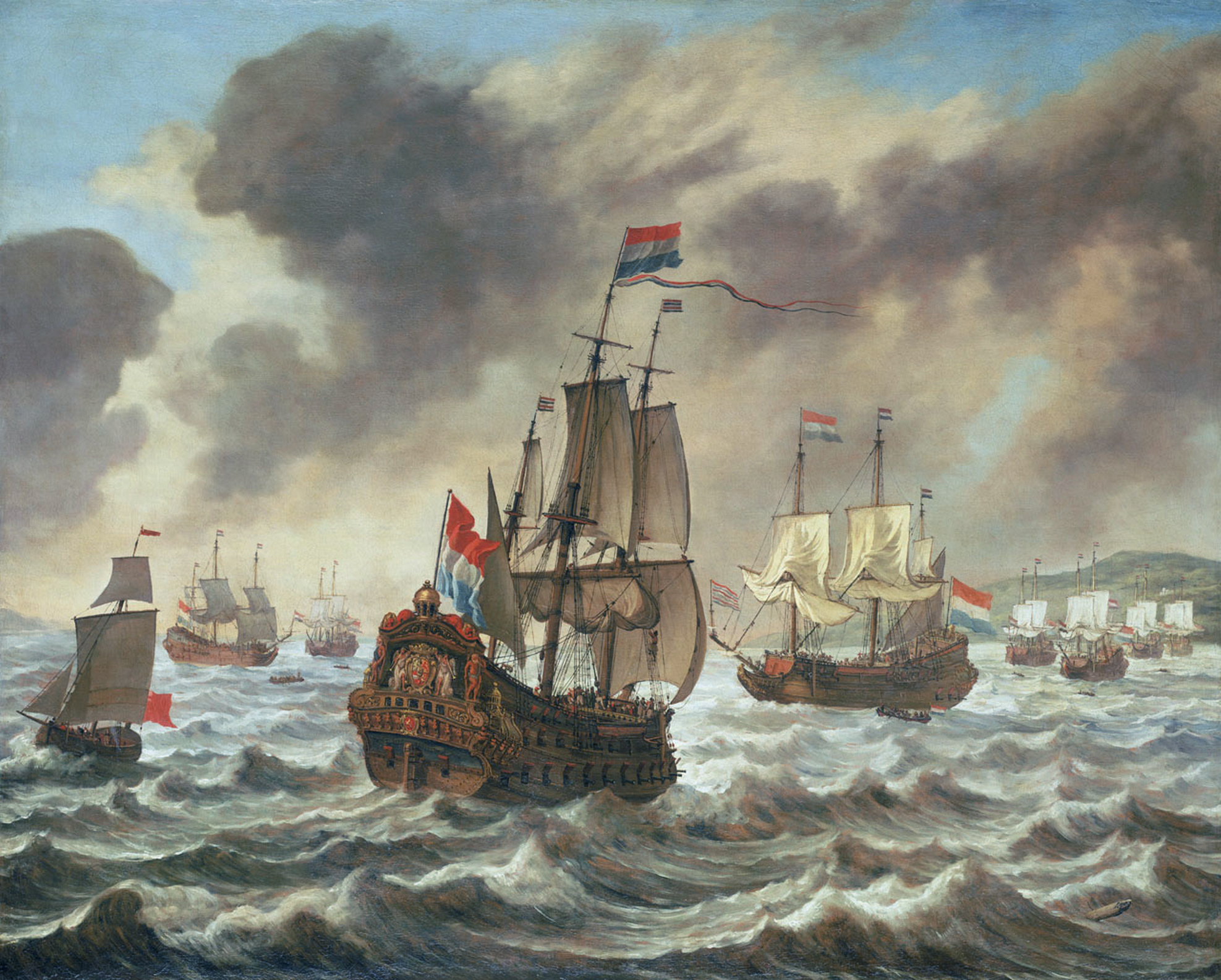
Batalla de las Dunas, primer momento de la historia donde se demuestra la efectividad de un barco ligero como la fragata holandesa.

El término «fragata» (en italiano fregata; en catalán, portugués y siciliano fragata, en alemán: fregat y en francés fregate) proviene del Mediterráneo a finales del siglo XV, refiriéndose a una galera ligera con remos, velas y un armamento ligero, construidas para ser rápidas y maniobrables.
En 1583, durante la guerra de los Ochenta Años, la Casa de Habsburgo recuperó los Países Bajos Meridionales de la rebelión alemana. Esto hizo que los puertos fueran ocupados por corsarios al servicio de la Corona española que atacaban a los holandeses y a sus aliados mediante barcos ligeros a los que se denominaba fragatas. El éxito de estos corsarios hizo que el vocablo «fragata» empezara a aplicarse a barcos de guerra veloces. Los ingleses empezaron a describir sus barcos livianos como fragatas a partir del HMS Sovereign of the Seas en 1651.
La flota de la República de los Países Bajos fue la primera armada en construir fragatas de gran tamaño capaz de navegar en océanos. Los holandeses buscaban así contrarrestar el poder de la flota española alcanzando tres objetivos: protegiendo la flota mercante holandesa, bloquear los puertos leales a España e infligir daños a los corsarios y a los leales a la corona hispánica, para última instancia evitar un desembarco de tropas. Los dos primeros objetivos requerían velocidad y navegar en las aguas superficiales de Holanda, y la habilidad para transportar material y víveres para mantener los bloqueos. El tercer objetivo requería armamento pesado, el suficiente para hacer frente a la flota española. La primera de las grandes fragatas neerlandesas fue construida alrededor del 1600 en Hoorn en Holanda. En los últimos años de la Guerra de los Ochenta Años los holandeses habían sustituido todos sus barcos pesados, que aún usaban los ingleses y españoles, por las fragatas más ligeras, capaces de cargar 40 cañones pesando 300 toneladas.
La efectividad de las fragatas neerlandesas fue notablemente visible en la batalla de Las Dunas en 1639, lo que hizo que más armadas se interesaran en adoptar el diseño, entre ellas la inglesa.
La primera fragata que se construyó en Inglaterra fue la HMS Constant Warwick de 26 cañones y 380 a 400 toneladas: la hizo Pedro Pett en 1646 para el conde de Warwick el que después la traspasó al gobierno. El constructor tomó su modelo de una fragata francesa, que había visto en las aguas del Támesis. Los recuerdos navales retienen aún la memoria de este buque considerado como velero sin igual y una canción antigua del tiempo de la reina Ana le cuenta entre los buques que perecieron en la costa británica en la terrible tormenta de 1703. La Southampton construida en 1667 fue el primer buque que poseyó todos los caracteres de una fragata moderna.
Cómo último dato estas llegaron a medir entre los 12 y 30 metros de altura

### Diseño clásico

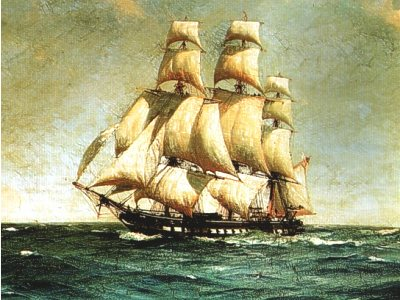
Una fragata de la clase Magicienne

Las clásicas fragatas, bien conocidas hoy por su papel en las guerras napoleónicas, se remontan a los diseños franceses durante el segundo cuarto del siglo XVIII. La francesa Médée de 1740 es considerada a veces el primer ejemplo de este tipo de barcos. Estos barcos eran de vela cuadrada y llevaban todos sus cañones en una única cubierta superior. La cubierta inferior, conocida como la «cubierta de cañones», servía para los camarotes de la tripulación y se encontraba generalmente por debajo de la línea de flotación del barco.
Las nuevas fragatas eran capaces de luchar con todos sus cañones en mares que podían considerarse demasiado tormentosos para los barcos de doble cubierta. Las nuevas fragatas navegaban muy bien y se convirtieron en serios adversarios debido a su casco largo que permitía más velocidad y más capacidad para la artillería.
La Marina Real británica capturó una de estas nuevas fragatas durante la guerra de sucesión austríaca y se impresionaron por la maniobrabilidad del barco, especialmente en zonas costeras. Pronto los británicos copiaron el diseño y lo adaptaron a sus propias necesidades, sentando las bases para otras fragatas que construiría.

## Edad del vapor

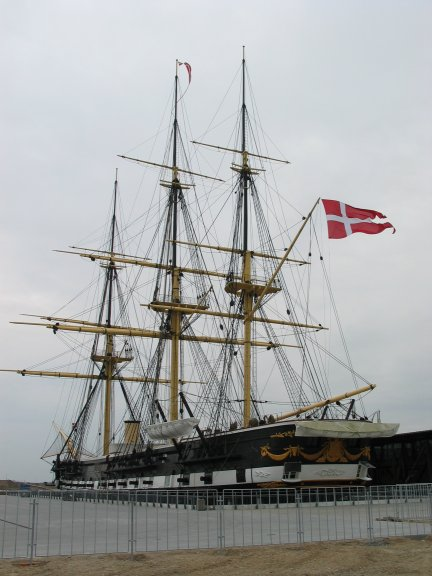
Fragata de hélice danesa KMD Jylland, único buque de esta época preservado hasta nuestros días.

Los buques denominados como fragatas, continuaron desempeñando un importante papel tras la aparición de la propulsión a vapor durante el siglo XIX. Inicialmente, las armadas experimentaron durante la década de 1830 como grandes vapores de ruedas con grandes piezas de artillería situados sobre cubierta.
A mediados de la década de 1840, comenzaron a aparecer buques más similares a las fragatas tradicionales de vela, pero dotadas de máquina de vapor que accionaban una hélice.

### Fragatas acorazadas
Desde 1859, comenzó a añadirse blindaje a las anteriores fragatas y navíos de línea propulsados mediante hélice. El peso adicional de estos primeros ironclads implicaba que solo podían portar una cubierta armada con cañones, por lo que técnicamente eran fragatas, aunque fueran mucho más poderosas que cualquier navío de línea de madera de la época. Las locuciones «fragata acorazada» o «fragata blindada» permaneció en uso por algún tiempo, denotando que estaban equipadas con velamen, propulsión a vapor, y batería lateral o reducto central blindado.
A finales del siglo XIX, el término «fragata» fue decayendo en uso. Los buques con coraza eran designados entonces como «acorazados» o «cruceros acorazados», mientras que los cruceros protegidos solo contaban con una cubierta blindada, y los buques no blindados, incluidas las fragatas, eran clasificados como «cruceros no protegidos».

## Era moderna

### Segunda Guerra Mundial

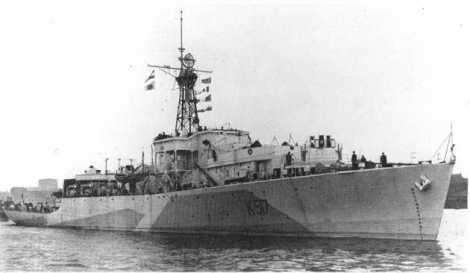
Fragata de clase Loch

Las fragatas modernas solo se parecen a las fragatas antiguas en el nombre. El término «fragata» se readoptó durante la Segunda Guerra Mundial para describir un nuevo tipo de buque de escolta antisubmarino que fuera mayor que una corbeta, pero más pequeño que un destructor, aunque con tamaño y capacidades semejantes a un destructor de escolta estadounidense. La fragata fue introducida para remediar algunos de los problemas intrínsecos que tenían las corbetas: armamento limitado, un casco sin la forma necesaria para navegar en mar abierto, un eje de transmisión único que limitaba la maniobrabilidad y la velocidad, y falta de alcance.
La fragata fue diseñada y construida siguiendo los patrones de la corbeta, usando astilleros que hasta entonces no estaban acostumbrados a la construcción de barcos de guerra. La primera clase de fragatas, la clase River (1941), era en esencia una corbeta con un casco mayor y armada con las nuevas armas antisubmarinas Erizo.
La fragata posee menos poder de ataque y velocidad que un destructor, pero tales cualidades no se requieren para la lucha contrasubmarina. Los submarinos eran lentos, y el ASDIC no podía operar a velocidades superiores a 20 nudos. Es más, la fragata era un buque austero encaminado a poder construirse en masa y llenarse con las últimas innovaciones en guerra antisubmarina. Como el objetivo de la fragata era acompañar a los convoyes, y no para ser desplegada en una flota, tenía un alcance y velocidad limitados.
Los buques contemporáneos alemanes, también llamados Flottenbegleiter (escolta de flota), conocidos como F-Boats, eran esencialmente fragatas. Estaban basadas en el concepto del OBK de preguerra de tener un barco ligero de dragaminas, escolta de mercante y buque antisubmarino. Debido al Tratado de Versalles su desplazamiento era oficialmente inferior a 600 toneladas, aunque en realidad se excedía en 100 toneladas. Los F-Boats tenían dos pabellones de fusiles y dos cañones de 105 mm. Con todo, el diseño fue equivocado, debido a su cuerpo estrecho y unas turbinas de vapor poco fiables. Los F-Boats fueron sucedidos por la clase 35 y los torpederos de la clase Eilbing. Algunos quedaron todavía en funcionamiento como barcos de entrenamiento.
No fue hasta la aparición de la clase Bay de la Marina Real británica en 1944 cuando un diseño británico con el nombre de fragata se emplea para una flota, aunque todavía con velocidad limitada. Estas fragatas antiaéreas, construidas con cascos incompletos de la clase Loch, eran similares a los destructores escoltas de la armada de Estados Unidos, aunque estos últimos tenían más velocidad y un armamento más ofensivo capaz de servir en el despliegue de una flota. Finalmente, con la entrada en guerra de Estados Unidos los destructores escoltas americanos colaboraron con la flota británica en el papel de fragatas y los ingleses pudieron poner sus propias fragatas en las flotas conjuntas.

### Fragata moderna

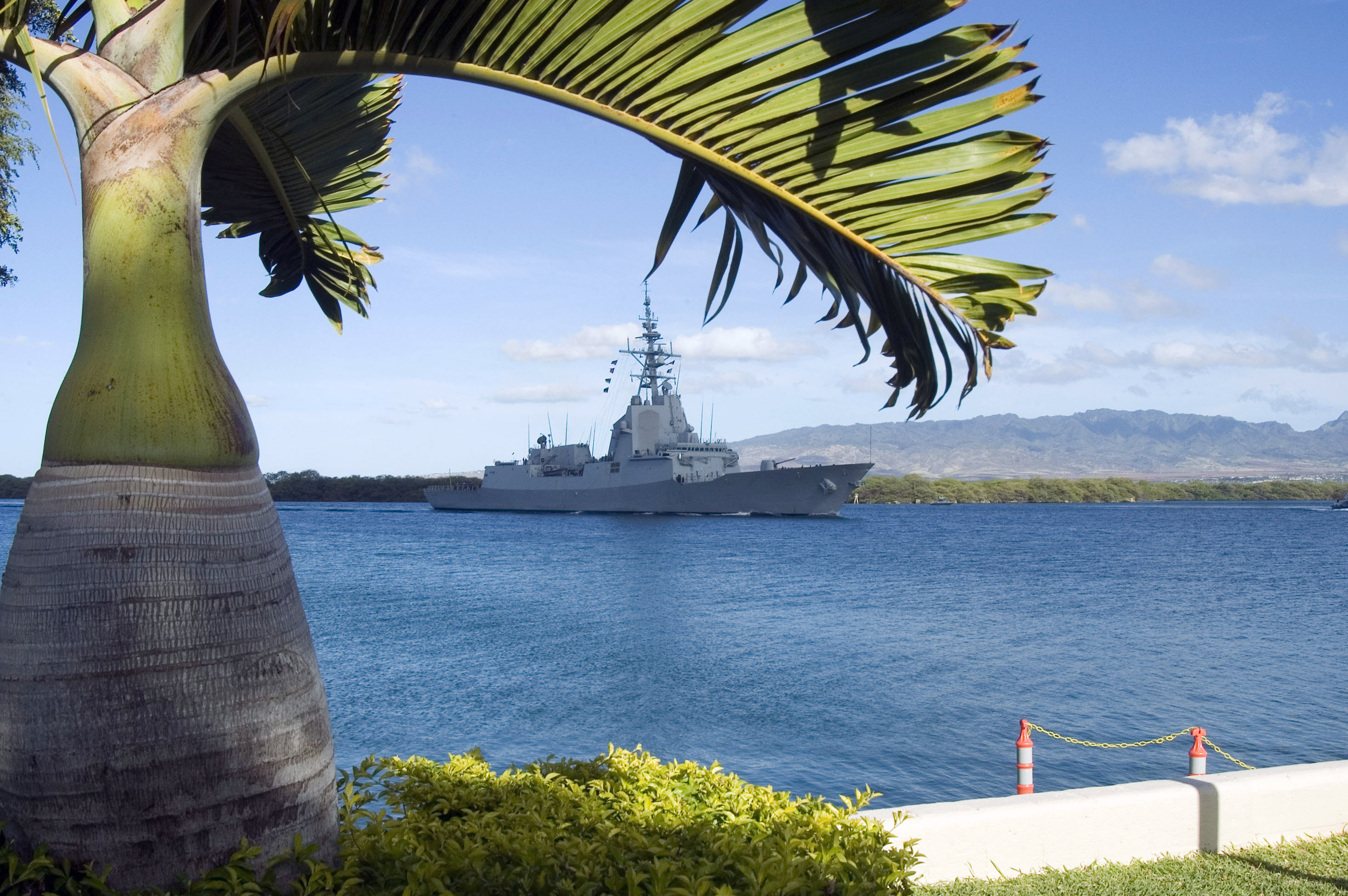
Fragata Méndez Núñez (F-104) de la clase Álvaro de Bazán de la Armada Española.

La introducción del misil guiado después de la Segunda Guerra Mundial cambiaron su función y su diseño. En la US Navy estos buques son llamados escoltas oceánicos, y la clasificación del caso es "DE" o "DEG" (Destructor escort) hasta 1975. La Marina Real británica ha mantenido el uso del vocablo «fragata», al igual que la Armada francesa al referirse a los barcos equipados con misiles, superiores a los cruceros. La Armada Española tiene dos clases de fragatas, la clase Álvaro de Bazán y la clase Santa María; en las maniobras OTAN las fragatas de la clase Álvaro de Bazán actúan como destructores. La Armada rusa denomina a sus fragatas «buques guardas».
En la actualidad todas las fragatas modernas están equipadas de alguna forma con misiles de ataque o defensivos, y cuentan también con una importante cantidad de misiles guiados. Las mejoras en los misiles tierra-aire como el Eurosam o el MBDA Aster permiten a las fragatas modernas formar el núcleo de la mayoría de las armadas del mundo y cuentan con una posición predominante entre las flotas, que ya no requieren de barcos específicos para la defensa antiaérea.

## Galería

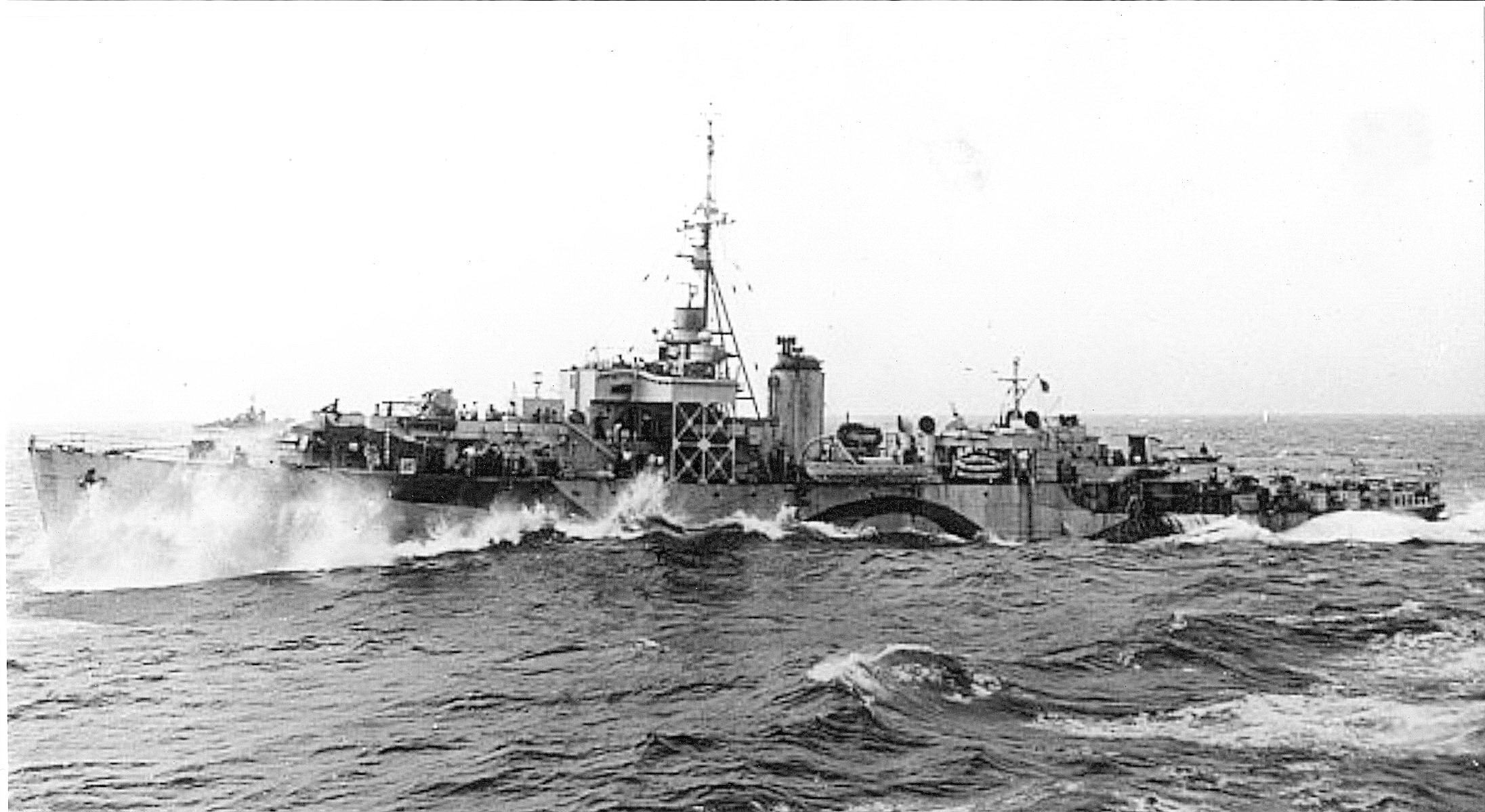
HMS Swale de la clase River británica, origen de las fragatas modernas.
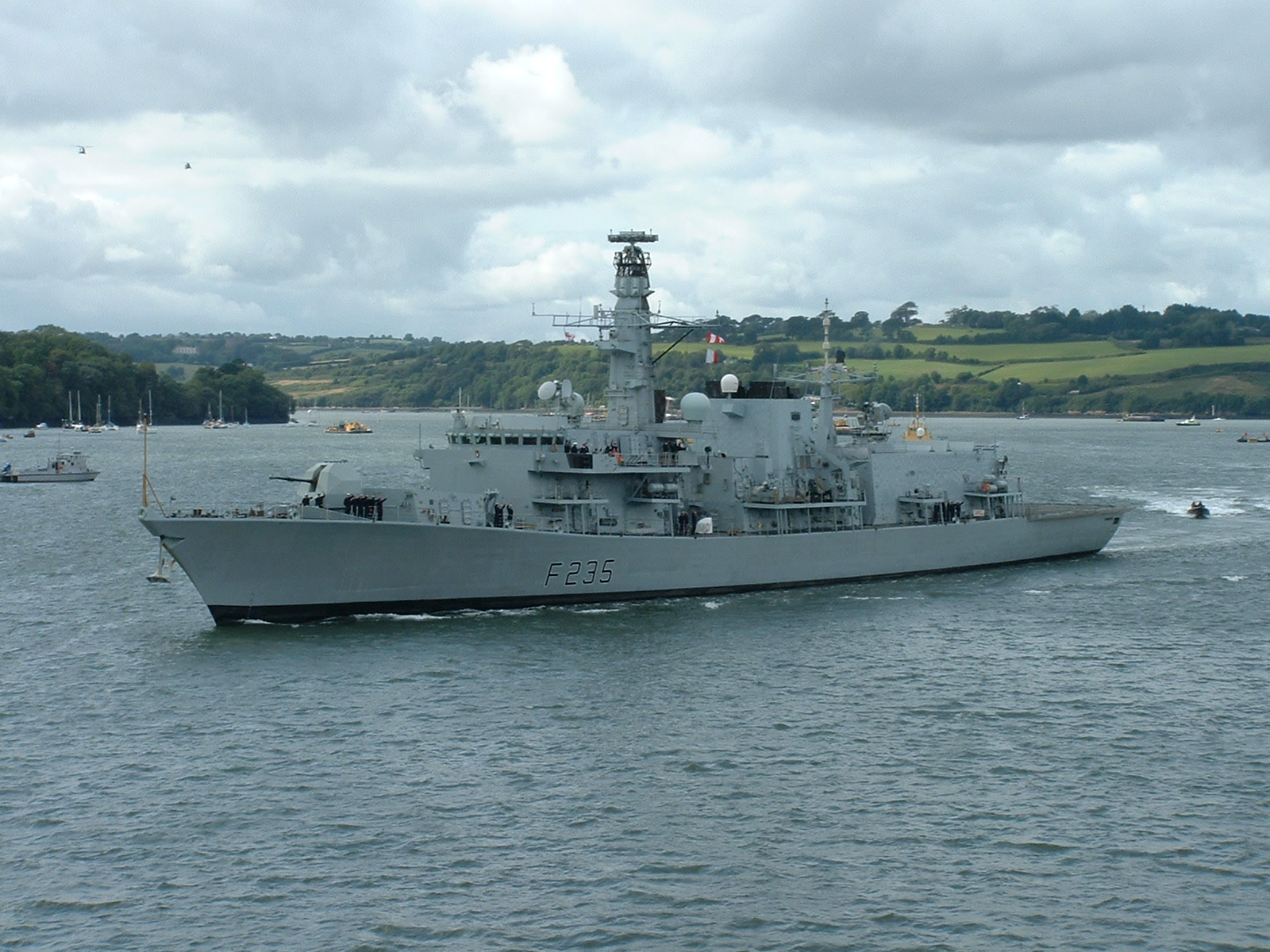
HMS Monmouth británica, de la clase Tipo 23.
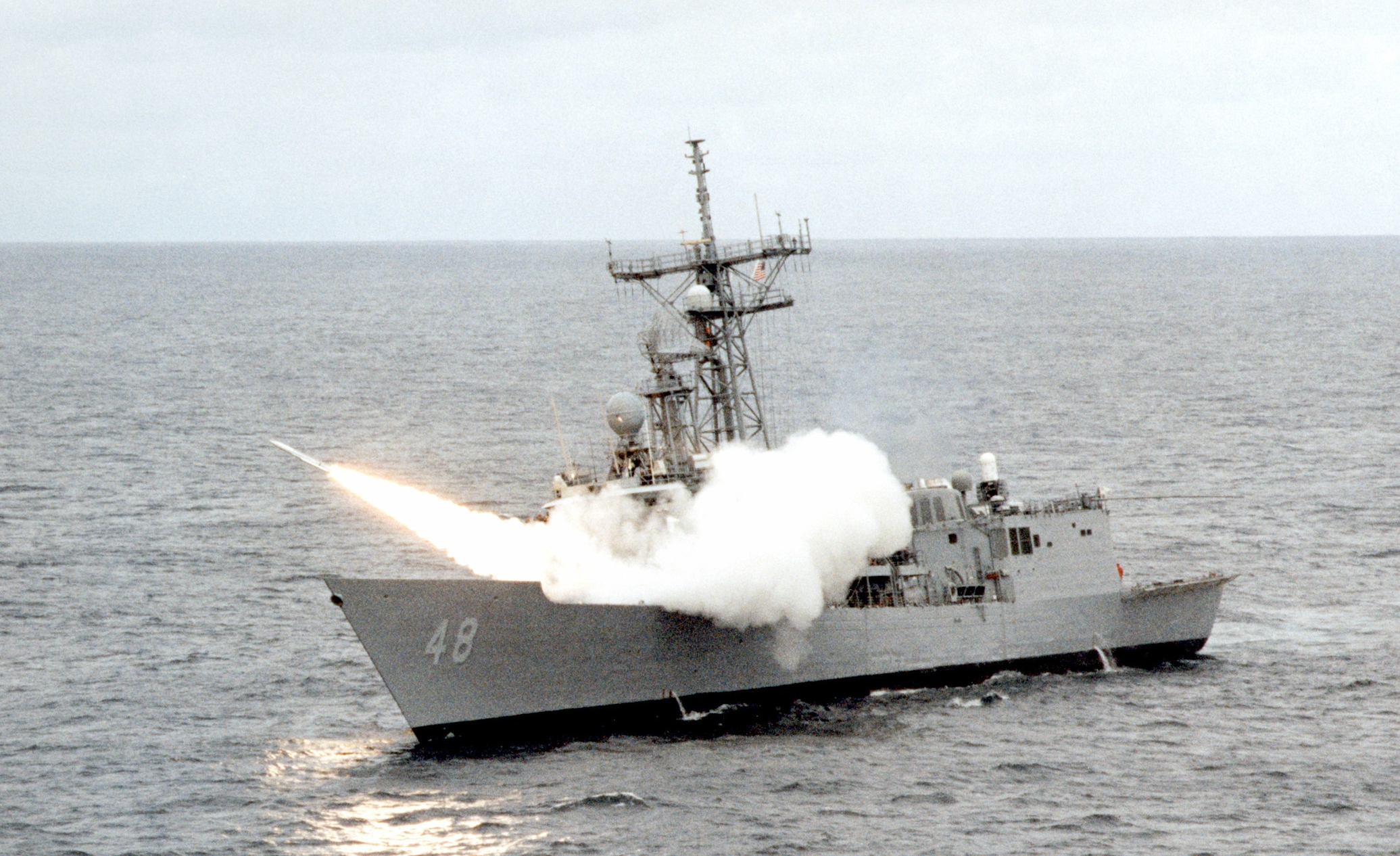
USS Vandegrift estadounidense, de la clase Oliver Hazard Perry.
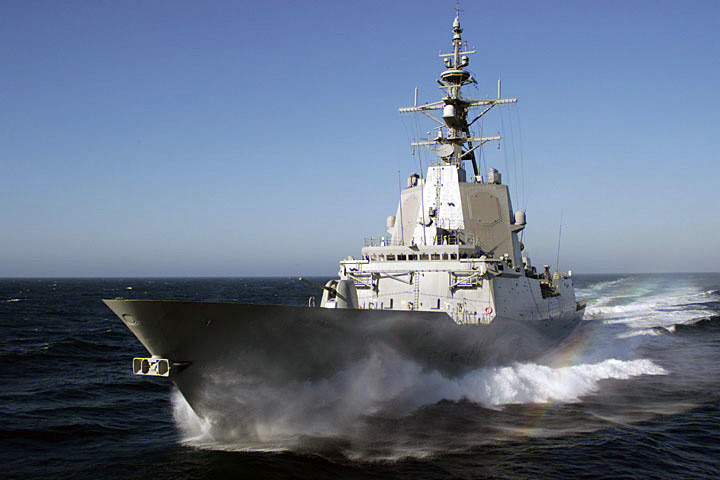
F-102 Juan de Borbón española, de la clase Álvaro de Bazán.
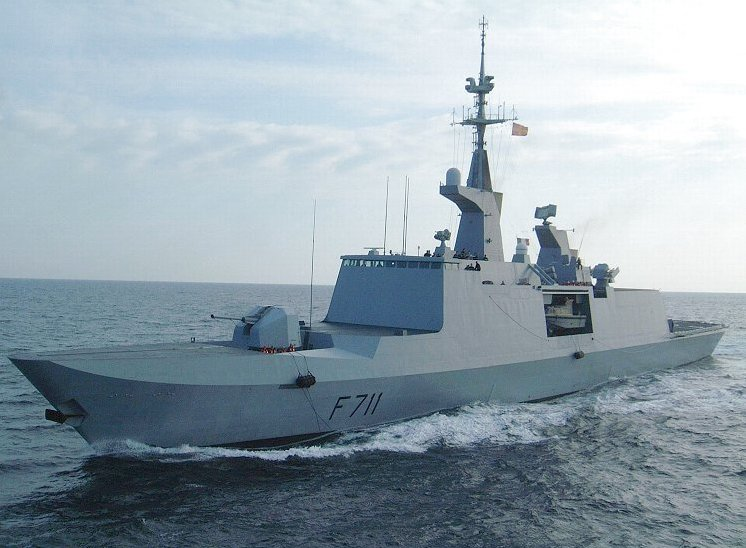
Surcouf francesa, de la clase La Fayette.
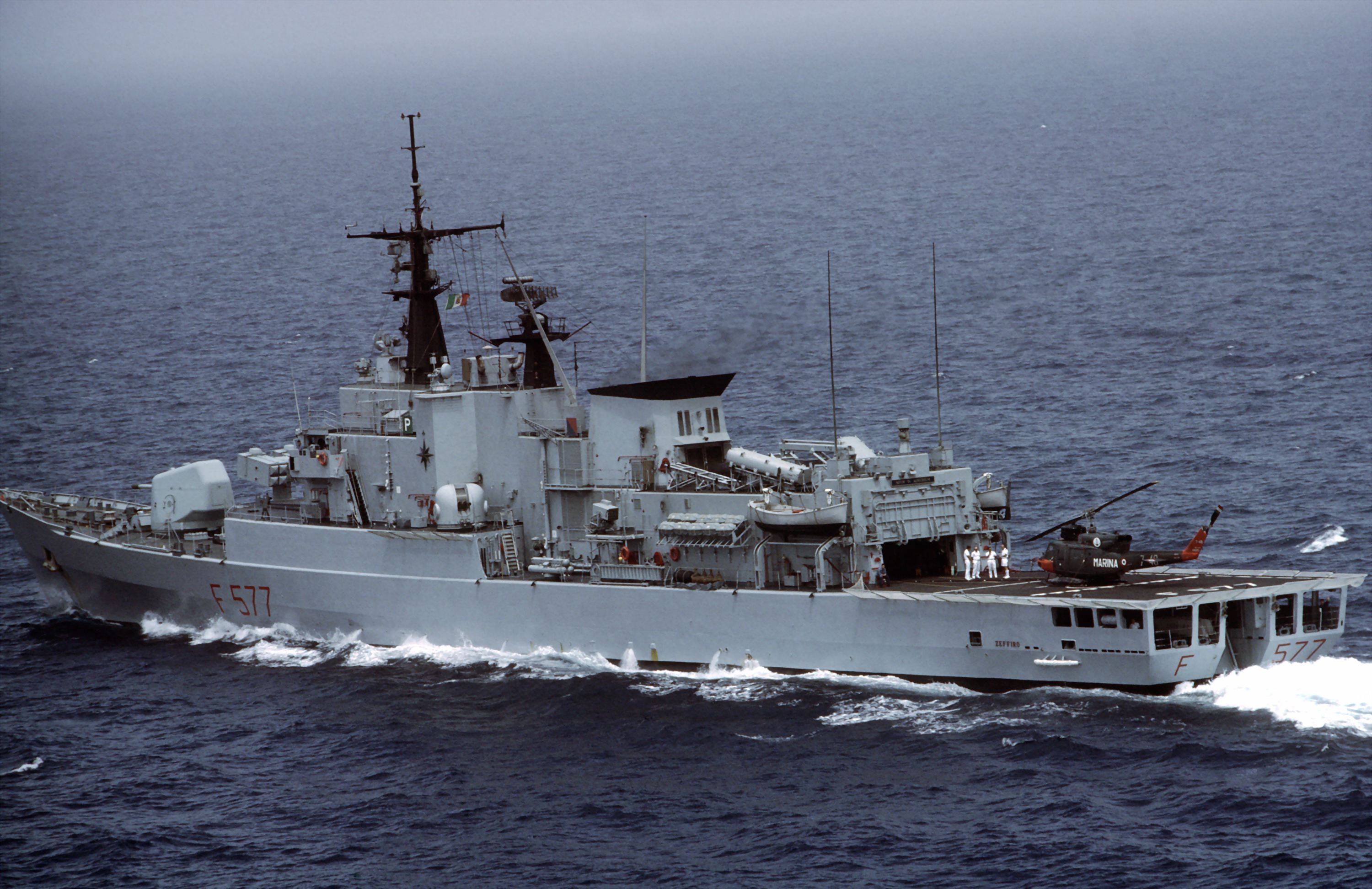
Zeffiro italiana, de la clase Maestrale.
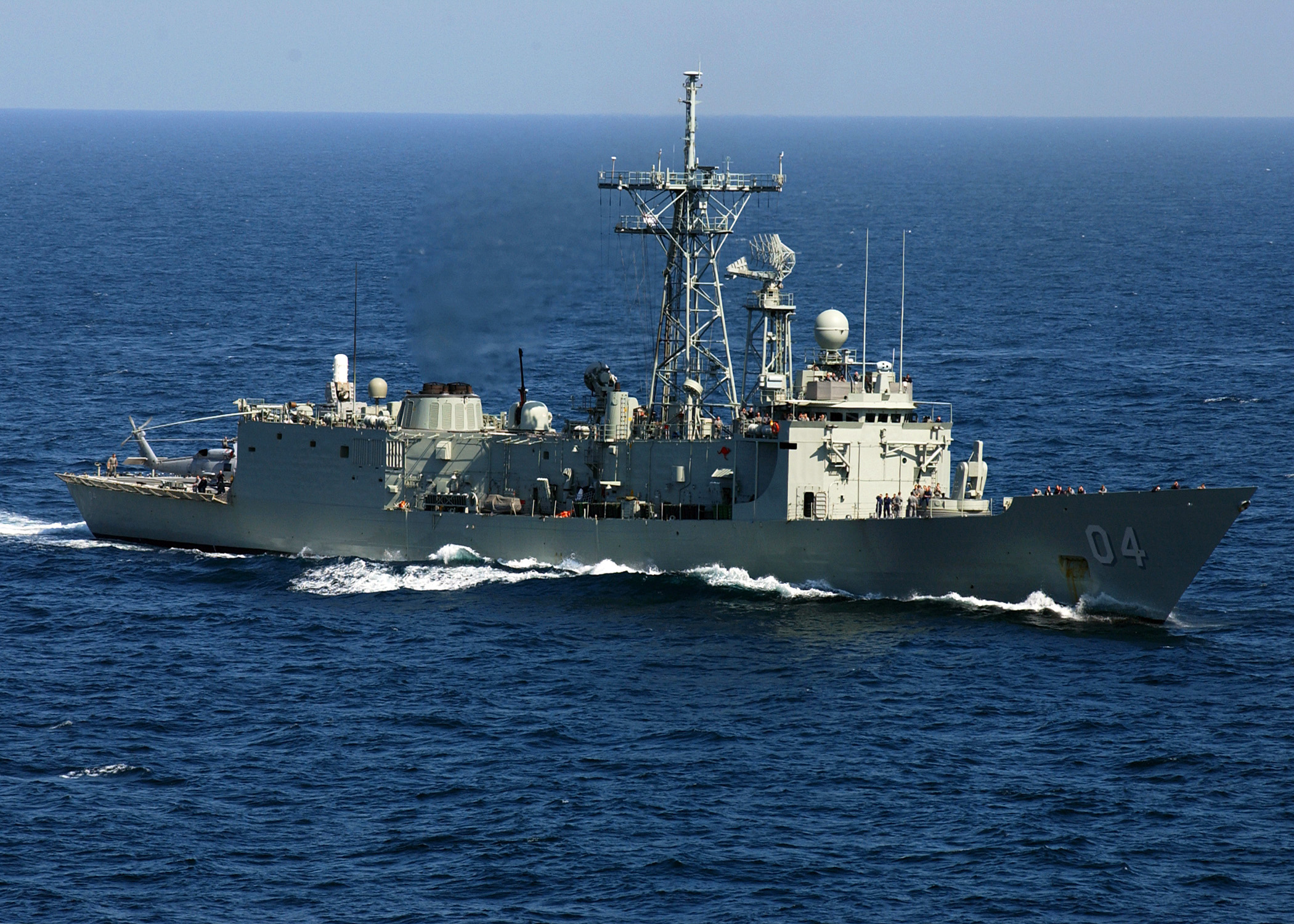
HMAS Darwin australiana, de la clase Adelaide.
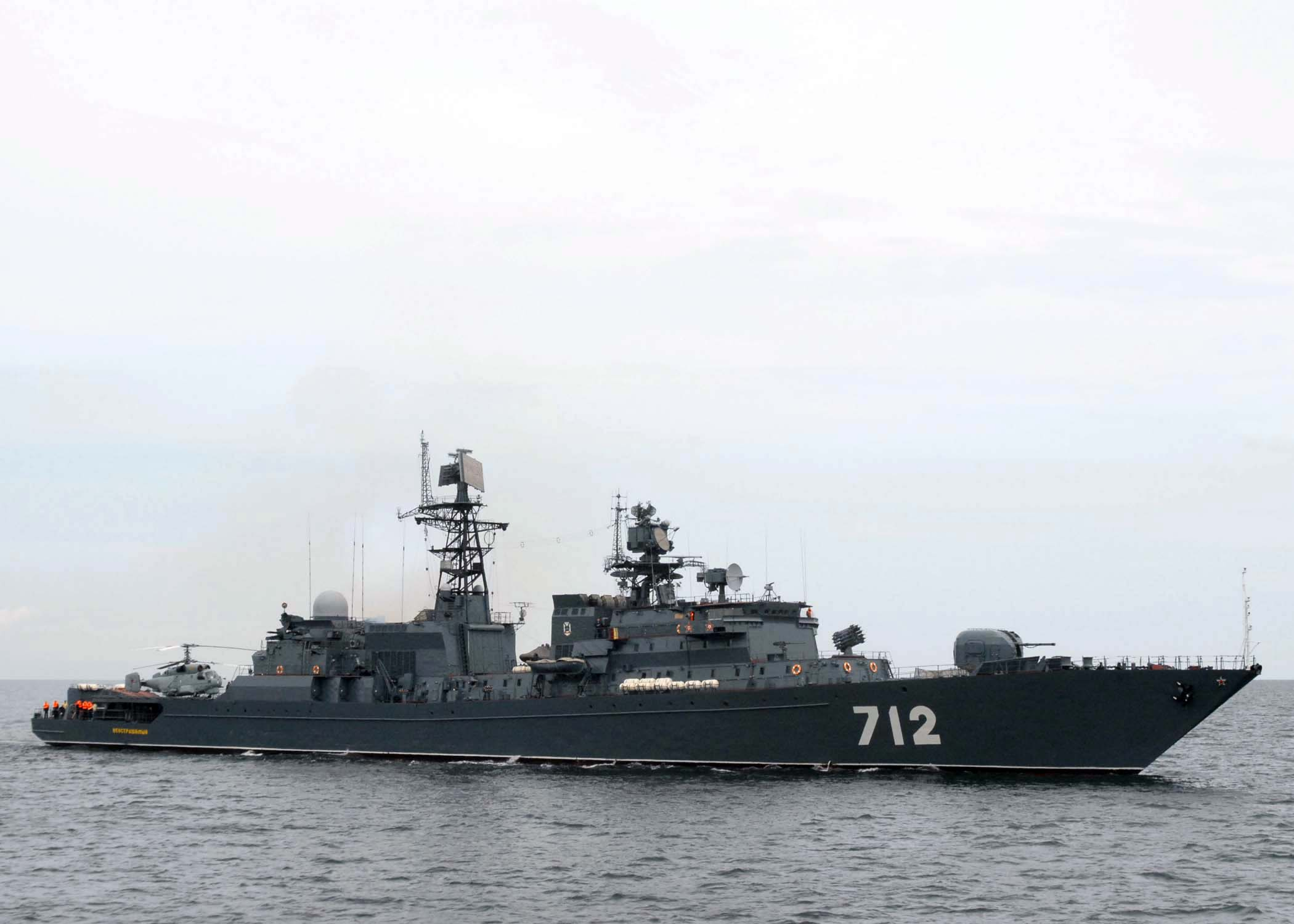
Fragata rusa de la clase Neustrashimy.
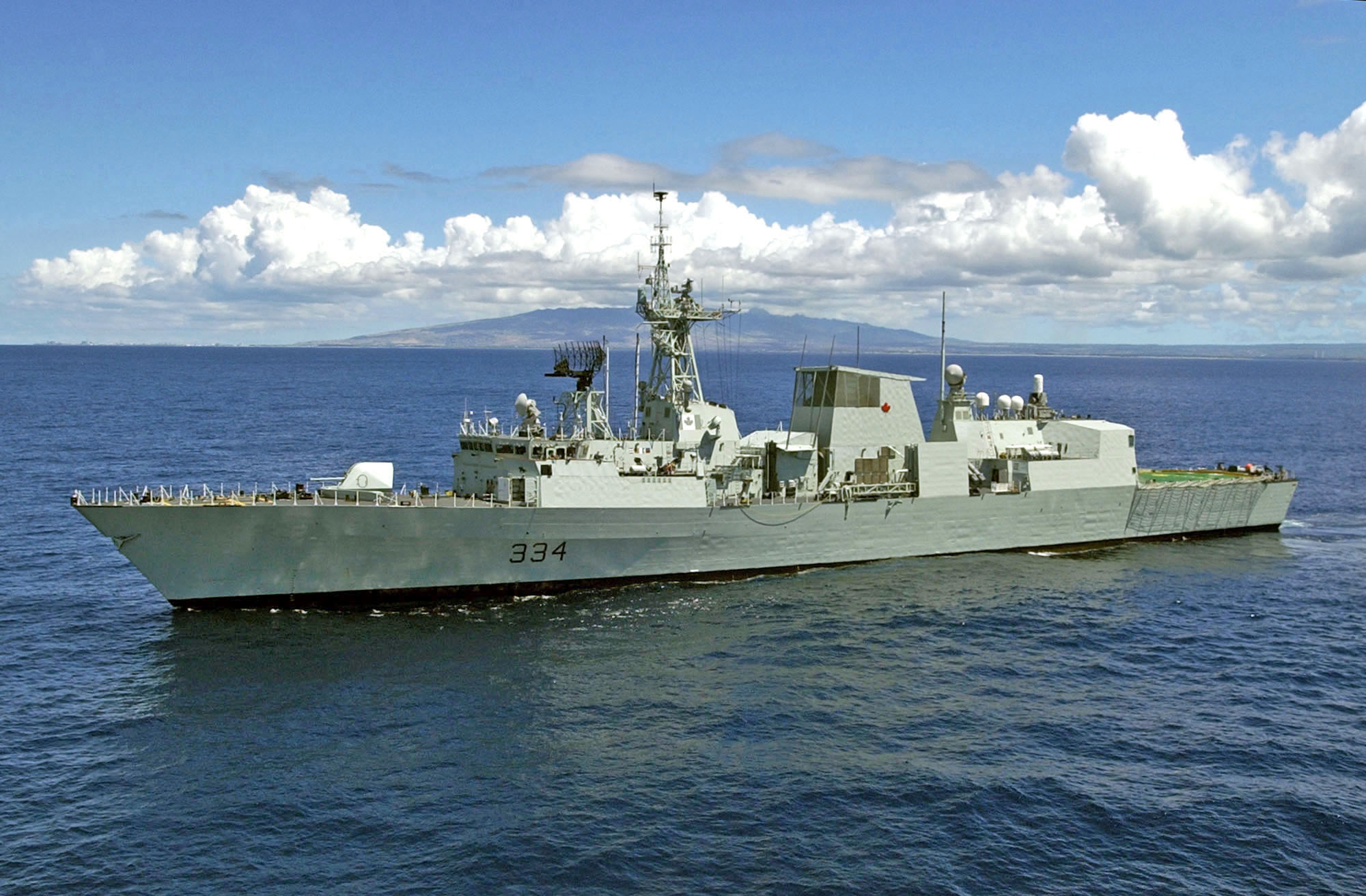
HMCS Regina canadiense, de la clase Halifax.
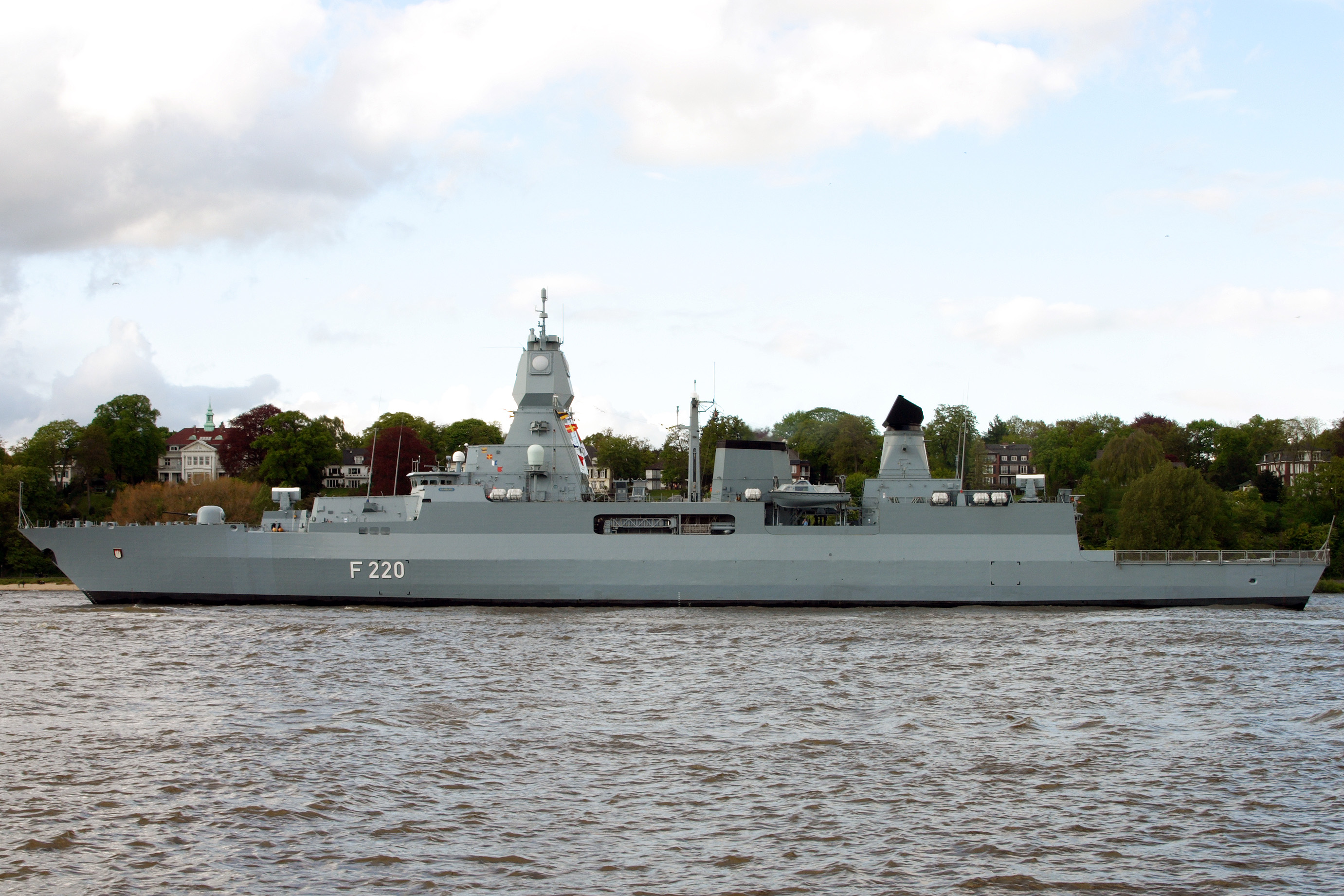
F 220 Hamburg alemana, de la clase Sachsen.
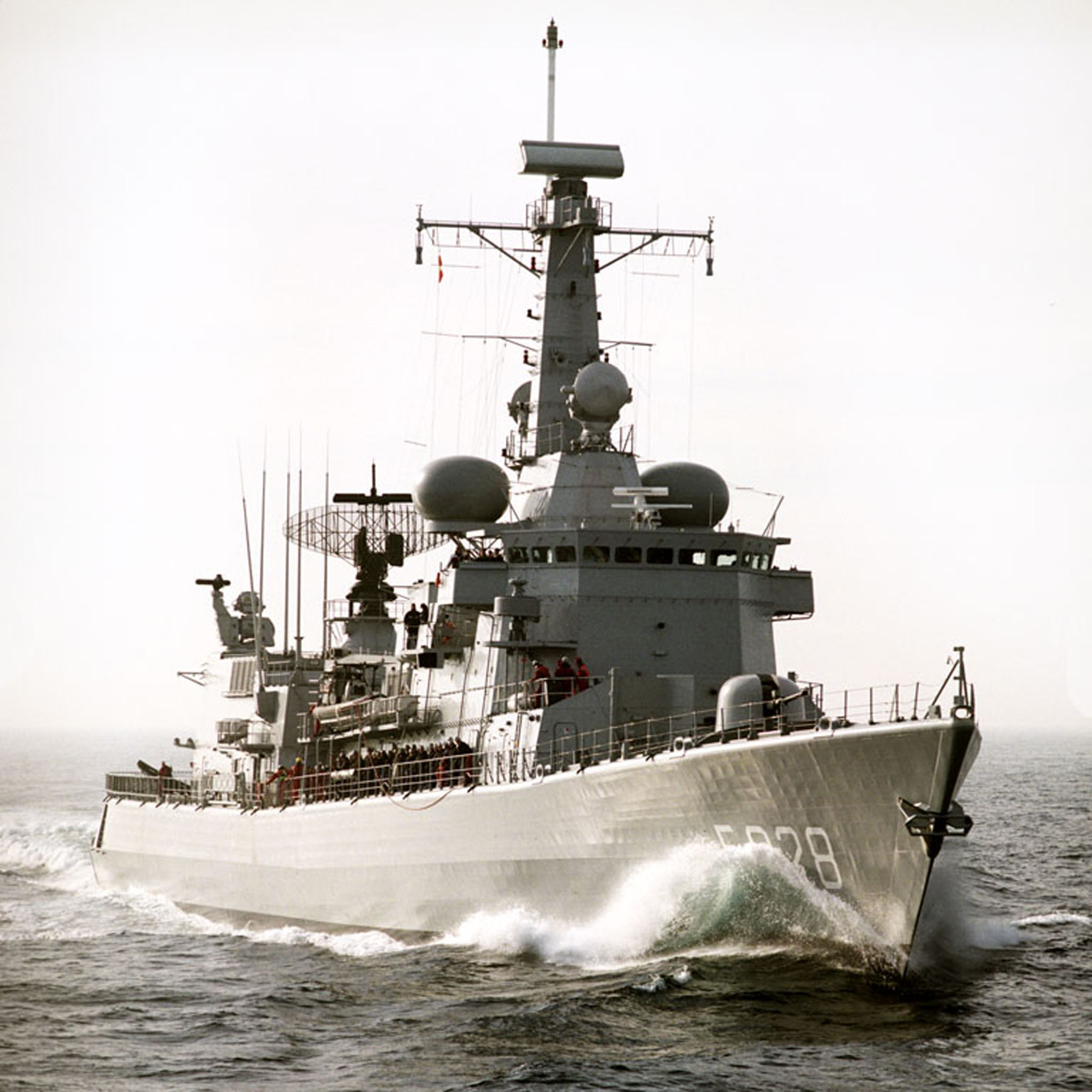
HNLMS Van Speijk neerlandesa, de la clase Karel Doorman.
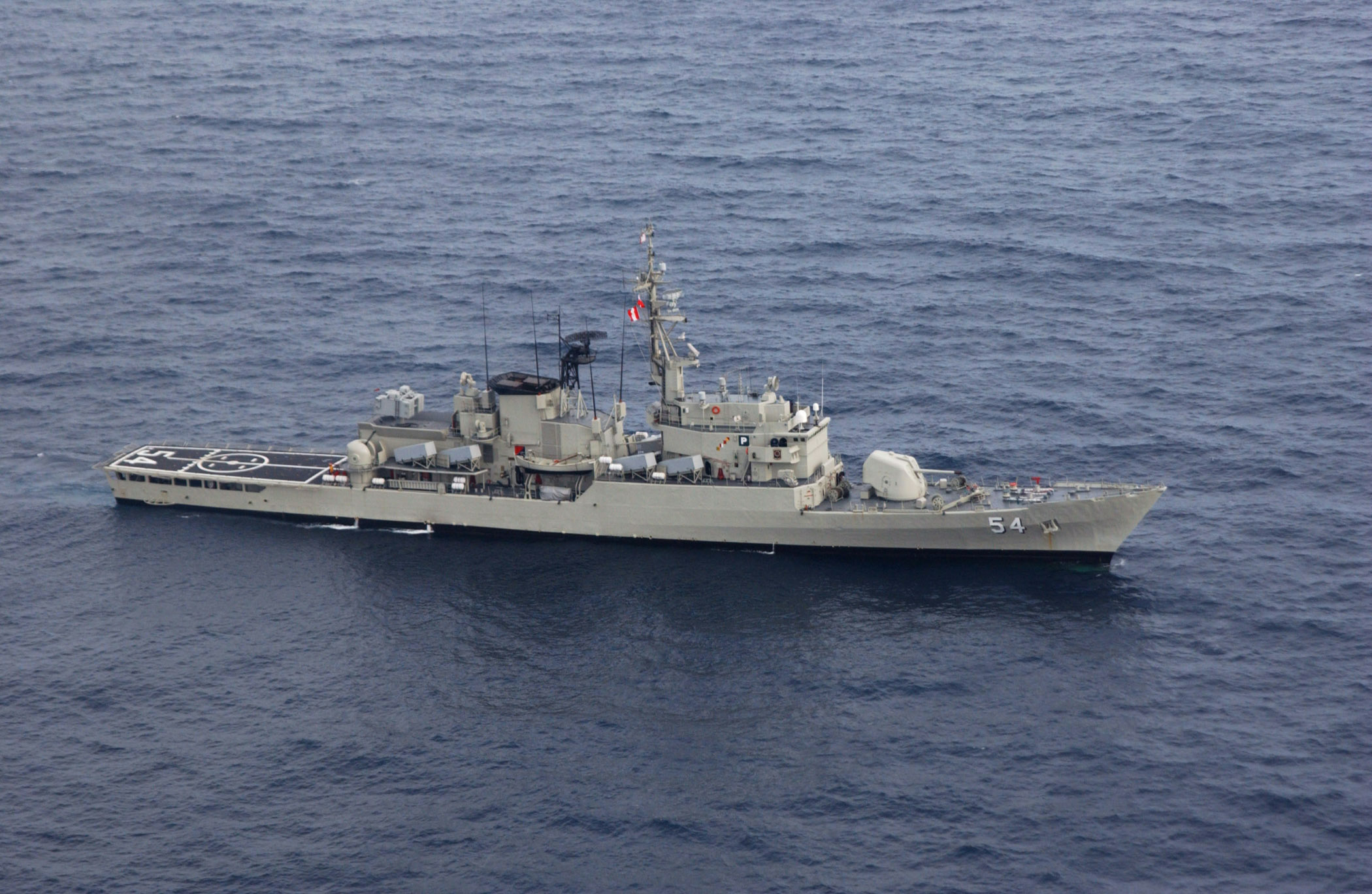
BAP Mariátegui peruana, de la clase Lupo.
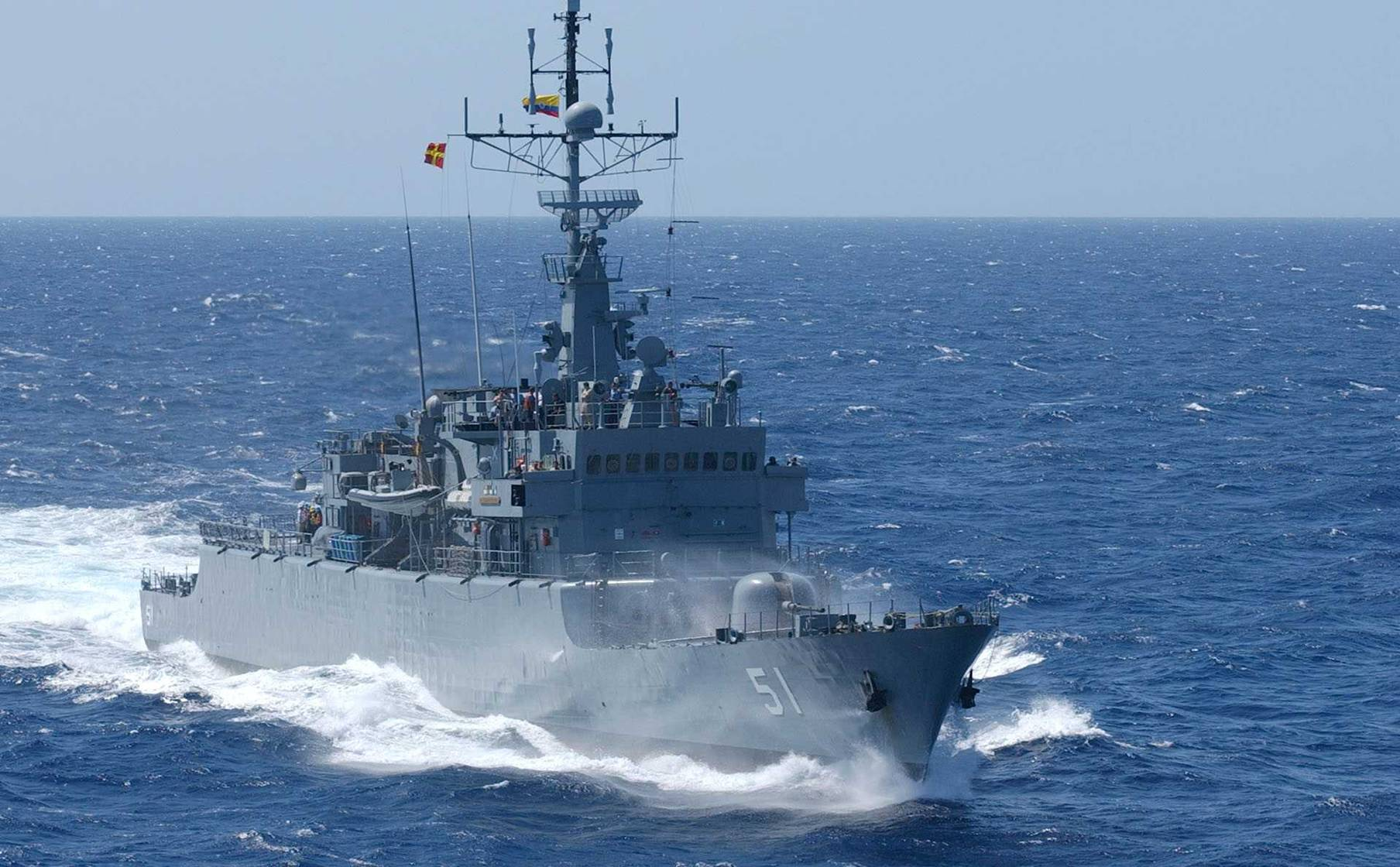
ARC Almirante Padilla colombiana, de la clase Padilla.
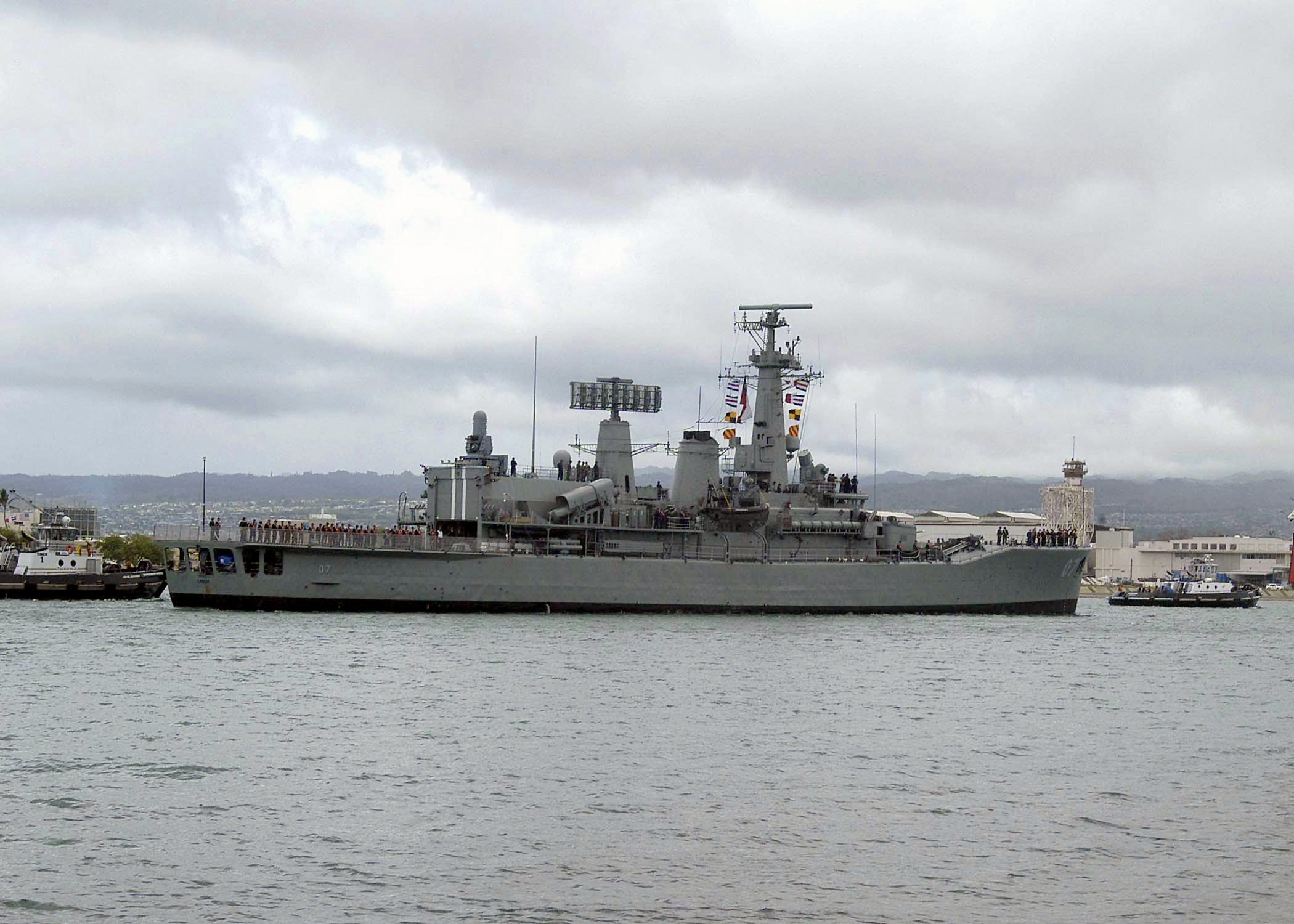
La fragata en RIMPAC 2004. fragata ecuatoriana, de la ´´Leander´´.